# South Downs

Profilo stratigrafico dell'anticlinale del Wealden.

Le South Downs sono una catena di colline calcaree nel sud dell'Inghilterra. Si estendono dalla regione dell'Hampshire, attraversano il Sussex e culminano nelle scoscese scogliere della Beachy Head. Dal 31 marzo 2010, le colline sono formalmente diventate un parco naturale che ha preso il posto di due aree naturali protette precedentemente designate come Area of Outstanding Natural Beauty (la Sussex Downs AONB e la East Hampshire AONB). L'intera area ospita diversi geositi di interesse naturalistico, storico e archeologico.
La zona è relativamente disabitata, anche se lungo la fascia costiera, verso sud, ci sono diverse cittadine. La regione è frequentata da amanti di camminate, ha un sentiero percorribile a tappe e altri piccoli sentieri più brevi. Ci sono tre depressioni nell'altipiano in cui scorrono dei fiumi e, lungo i versanti, anche diverse vallate prive di corsi d'acqua. Le South Downs hanno una lunga storia, con ritrovamenti archeologici risalenti al Neolitico. Fino alla metà del XX secolo l'occupazione prevalente dei residenti di questa zona è stata l'allevamento di pecore.
Ci sono diverse colline nei South Downs. Ecco una lista delle più alte:
| Nome di collina   | Cittadina più vicina | Altitudine | Note                                                                                                   |
| ----------------- | -------------------- | ---------- | --- |
| Butser Hill       | Petersfield          | 270m       | Il punto più alto dei South Downs                                                                      |
| West Harting Down | South Harting        | 215 m      | |
| Beacon Hill       | South Harting        | 242 m      | |
| Linch Down        | Bepton               | 248 m      | |
| Littleton Down    | East Lavington       | 255 m      | La sua sommità è chiamata la Crown Tegleaze: il punto più alto dei South Downs nella contea del Sussex |
| Glatting Beacon   | Sutton               | 245 m      | |
| Chanctonbury Hill | Washington           | 238 m      | Il sito del forte di Chanctonbury Ring                                                                 |
| Truleigh Hill     | Upper Beeding        | 216m       | |
| Ditchling Beacon  | Ditchling            | 248 m      | |
| Firle Beacon      | Firle                | 217m       | |